# Rumunjski lej
Rumunjski leu˙(ISO 4217: RON) je nacionalna valuta Rumunjske. Sastoji se od 100 bani. U srpnju 2005. godine provedena je novčana reforma i stari leu je zamijenjen s novim u omjeru 10000:1. Samim time je i promijenjena troslovna kratica valute. Umjesto ROL (Romanian Leu) koristi se RON (Romanian New leu).
Rumunjska je postala članica EU-a 1. siječnja 2007. godine, a Rumunjska planira ispuniti uvjete za ulazak u članstvo ERM II, što je preduvjet za zamjenu nacionalne valute eurom, do 2020. godine.

## Vanjske poveznice
- Rumunjski lej